# Castelnaud-la-Chapelle
Castelnaud-la-Chapelle is een gemeente in het Franse departement Dordogne (regio Nouvelle-Aquitaine) en telt 426 inwoners (1999). De plaats maakt deel uit van het arrondissement Sarlat-la-Canéda. Het dorp is een toeristische trekpleister vanwege de fraaie ligging en het kasteel van Castelnaud en het kasteel des Milandes. Castelnaud-la-Chapelle is lid van Les Plus Beaux Villages de France.

## Geografie
De oppervlakte van Castelnaud-la-Chapelle bedraagt 20,4 km², de bevolkingsdichtheid is 20,9 inwoners per km².

## Demografie
Onderstaande figuur toont het verloop van het inwonertal (bron: INSEE-tellingen).

## Afbeeldingen

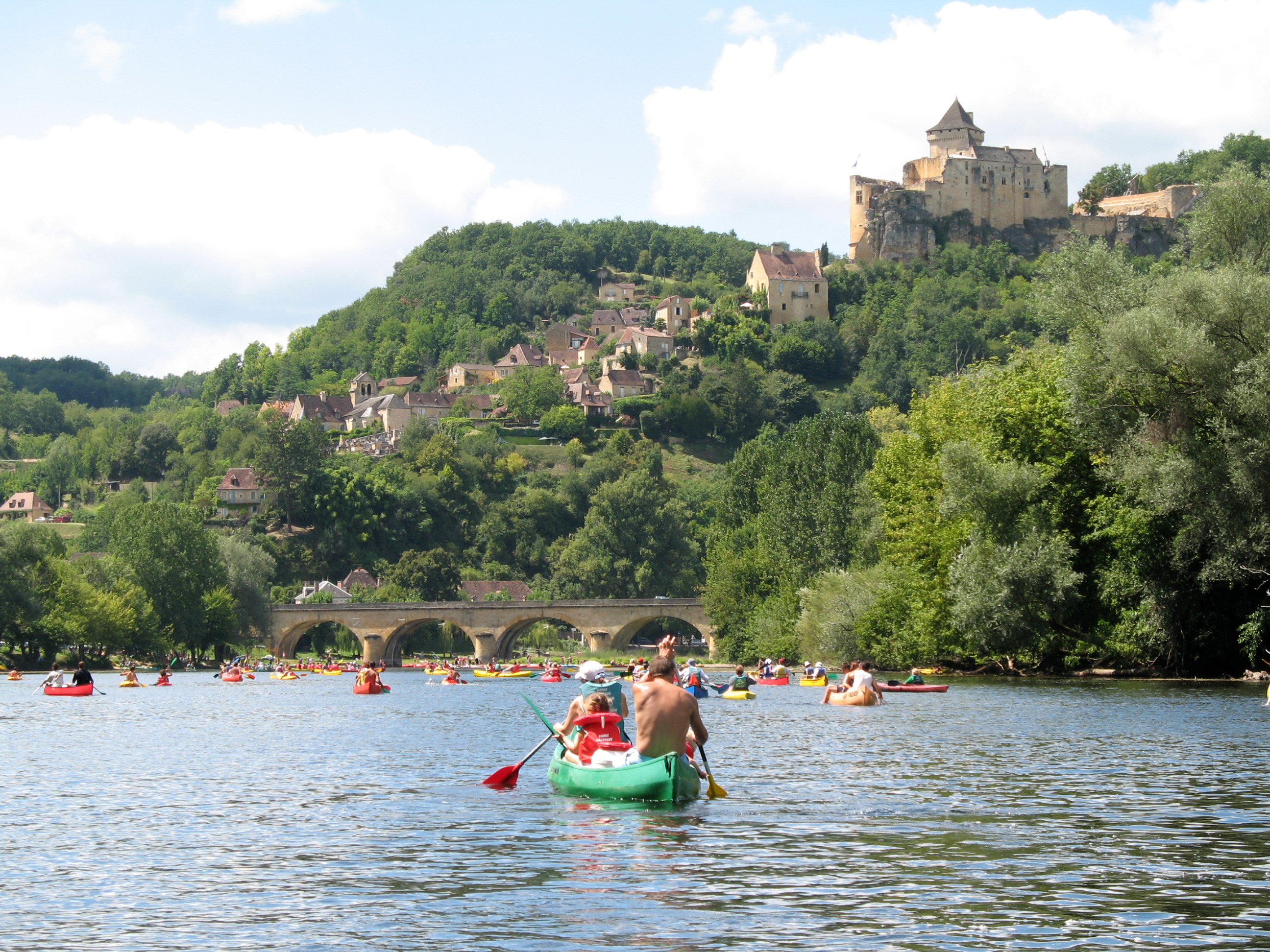
Gezicht vanaf de Dordogne

(Sortering op regio > departement (vet) > gemeente)